# Fiat 507
Fiat 507 är en personbil, tillverkad av den italienska biltillverkaren Fiat mellan 1926 och 1927.
507 var en vidareutveckling av företrädaren Fiat 505, med modifieringar av fjädring och bromsar.
Tillverkningen uppgick till 3 700 exemplar.